# Winnertzia rubra
Winnertzia rubra är en tvåvingeart som beskrevs av Jean-Jacques Kieffer 1894. Winnertzia rubra ingår i släktet Winnertzia och familjen gallmyggor.
Artens utbredningsområde är Frankrike. Inga underarter finns listade i Catalogue of Life.